# Miquel Peiró i Victori
Miquel Peiró i Victori (Aiguafreda, Osona, 7 de febrer de 1887 - l'Hospitalet de Llobregat, 25 de juliol de 1936) fou un laic, terciari dominic, mort per les seves creences al començament de la Guerra Civil espanyola. Considerat màrtir, és venerat com a beat per l'Església catòlica. És germà del frare dominic Ramon Peiró i Victori, també martiritzat i mort durant la persecució religiosa.

## Biografia
Nascut a Aiguafreda, el seu pare va morir en 1894; llavors va ingressar al col·legi d'orfes de Sant Julià de Vilatorta, dels Pares de la Sagrada Família. Amb la seva mare, anà a viure a Roda de Ter, on la seva tia Dominga Victori dirigia una escola de les Dominiques de l'Anunciata. Hi començà a treballar, a la fàbrica tèxtil Tecla Sala, i en 1913, la propietària li confià un lloc de responsabilitat a la fàbrica de l'Hospitalet de Llobregat.
Es va casar el 30 de gener de 1915, amb Francesca Ribes i Roger, de Roda de Ter. Molt religiós, va fer-se membre del Tercer Orde de Sant Domènec com a seglar, i col·laborà en cercles d'obrers catòlics. El 24 de juliol de 1936, durant les persecucions religioses començades amb la Guerra Civil espanyola, anà a Barcelona en cerca de notícies sobre el seu germà, el dominic Ramon Peiró i Victori, que fou mort. En el camí, va veure esglésies i convents incendiats i profanats; en tornar a l'Hospitalet, va reunir la família per pregar, però a la nit fou detingut a casa seva. Els milicians cercaven també el seu fill Josep, religiós i també martiritzat més tard. Poc després, fou mort al mateix carrer, d'un tret, a 49 anys. La seva esposa va fer col·locar un crucifix al taüt. Té un carrer dedicat a l'Hospitalet de Llobregat.